# 焦悦
焦悦，字子和，元朝真定（今河北省正定县）人。
焦悦与安熙讲说六经之旨、伊洛诸儒之训，无不究其精微。中台御史上表说他的学行可为人师，授为真定学官，学者称兑斋先生，著有《诗讲疑》一编藏在家中。